# Aulonothroscus laticeps
Aulonothroscus laticeps är en skalbaggsart som beskrevs av Blanchard 1917. Aulonothroscus laticeps ingår i släktet Aulonothroscus och familjen småknäppare. Inga underarter finns listade i Catalogue of Life.